# هاينريش ريكرت
هاينريش ريكرت (بالألمانية: Heinrich Rickert) (و. 1833 – 1902 م) هو صحفي، ومؤلف، وسياسي، وكاتب ألماني، توفي في برلين، عن عمر يناهز 69 عاماً.

## مناصب
تولى منصب عضو مجلس النواب الألماني للإمبراطورية الألمانية
- عضو مجلس النواب البروسي.

## التعليم
تعلم في جامعة فروتسواف، وجامعة هومبولت في برلين.